# Georges Valiron
Georges Jean Marie Valiron est un mathématicien français, né à Lyon le 7 septembre 1884 et mort le 17 mars 1955 à Paris 14e. Il s'est surtout illustré dans la théorie des fonctions de la variable complexe et ses applications à la théorie des équations fonctionnelles.

## Biographie
Georges Valiron fait de 1905 à 1908 des études supérieures scientifiques à l'École normale supérieure (promotion 1905) et à la faculté des sciences de l'université de Paris où il obtient les licences ès sciences mathématiques et physiques. Reçu au concours d'agrégation de mathématiques en 1908, il est nommé professeur aux lycées de Valence puis de Besançon. De 1912 à 1914 il est boursier de la fondation Commercy et obtient le doctorat ès sciences mathématiques devant la faculté des sciences de Paris en juin 1914 avec une thèse principale sur la théorie des fonctions de la variable complexe. Il est ensuite mobilisé durant la guerre, et participe à la commission d'expériences d'artillerie à Gâvres en particulier par des travaux sur les calculs de trajectoires pour le tir contre les avions. Après l'armistice, il est nommé professeur à l'université de Strasbourg, redevenue français, tout d'abord dans la chaire de calcul différentiel et intégral, puis en 1929 dans la chaire d'analyse supérieure (en remplacement de Maurice Fréchet). Le 1er octobre 1931 il est chargé de cours à la faculté des sciences de Paris pour suppléer Ernest Vessiot directeur de l’École normale supérieure, puis nommé maître de conférences de calcul des probabilités et physique mathématiques (chaire d’Émile Borel) le 1er novembre 1934, il obtient le titre de professeur sans chaire le 1er janvier 1935. Le 1er mars 1939 il est nommé maitre de conférences de calcul différentiel et intégral (échange de maîtrise avec Georges Darmois). Chargé du cours de mathématiques générales le 1er octobre 1940 (en remplacement de René Garnier), il est nommé titulaire de la chaire à la rentrée suivante, mais est immédiatement transféré dans la chaire de calcul différentiel et intégral où il remplace Maurice Fréchet. Malade à partir de 1954, il doit être remplacé provisoirement par Gustave Choquet, et décède peu après. Sa chaire est ensuite attribuée à Laurent Schwartz. Il est également maître de conférences à l’École polytechnique de 1940 à 1948 puis examinateur des élèves.
Il a dirigé entre autres les thèses de Laurent Schwartz, Jean Kuntzmann, Jean Combes, et Paul Germain.

## Prix et distinctions

### Académiques
En 1938, il a été président de la Société mathématique de France et en 1948, il a reçu le prix Poncelet, après avoir reçu le prix Francœur en 1925.

### Décorations
Commandeur de la Légion d'honneur, promu en 1954, après avoir été promu au grade d'Officier en 1939 et élevé à celui de Chevalier en 1923.

## Publications
Une liste non exhaustive des livres qu'il a écrits (ou auxquels il a participé) est la suivante :
- Sur les fonctions entières d'ordre nul et d'ordre fini, et en particulier sur les fonctions à correspondance régulière, thèse soutenue le 20 juin 1914 devant la commission d'examen.
- Lecture on the general theory of integral functions, traduit en anglais par Edward Collingwood, préfacé par William Henry Young, 1923.
- Fonctions entières et fonctions méromorphes, Mémorial des sciences mathématiques 2, 1925.
- Théorie générale des séries de Dirichlet, Mémorial des sciences mathématiques 17, 1926.
- Familles normales et quasi-normales de fonctions méromorphes, Mémorial des sciences mathématiques 38, 1929.
- Fonctions convexes et fonctions entières, Bulletin de la SMF, 1932.
- Sur les valeurs exceptionnelles des fonctions méromorphes et de leurs dérivées, coll. « Actualités scientifiques et industrielles » (no 570), 1937.
- (Avec Paul Appell) Analyse mathématique, ouvrage en deux tomes, 1938.
- Direction de Borel des fonctions méromorphes, Mémorial des sciences mathématiques 89, 1938.
- Théorie des fonctions, 1942.
- Équations fonctionnelles. Applications, 1945.
- Fonctions analytiques, 1954.
- Fonctions entières d'ordre fini et fonctions méromorphes, L'Enseignement Mathématique, 1960 (ces textes datent de 1948 et ont été revus par H. Milloux).

Son traité d'analyse en deux tomes (Théorie des fonctions et Équations fonctionnelles) est un classique de l'analyse et a été traduit en nombreuses langues sous des titres divers, et a vu de nombreuses éditions tant françaises qu'étrangères.

## Source
- H. Milloux, « Georges Valiron (1884-1955) », L'Enseignement Mathématique, no 2,‎ 1956, p. 217-223 (lire en ligne).
- Roland Brasseur, « Georges Valiron » (2020), dans Dictionnaire des professeurs de mathématiques spéciales 1852-1914

- Ressource relative à la recherche :   - Mathematics Genealogy Project
- Ressource relative à la vie publique :   - base Léonore
- Notices d'autorité :   - VIAF
  - ISNI
  - BnF (données)
  - IdRef
  - LCCN
  - GND
  - Italie
  - CiNii
  - Espagne
  - Pays-Bas
  - Israël
  - NUKAT
  - Norvège
  - Tchéquie
  - WorldCat